# 齿叶矮冷水花
齿叶矮冷水花（学名：Pilea peploides var. major）为荨麻科冷水花属下的一个变种。

## 扩展阅读
- 維基物種上的相關：齿叶矮冷水花